# Paul Le Marinel

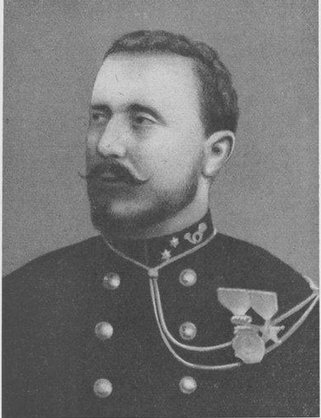
Paul Le Marinel

Paul-Amédée Le Marinel (* 4. Juli 1858 in Long Grove (Iowa), Vereinigte Staaten; † 29. November 1912 in Watermael, Belgien) war ein belgischer Afrikaforscher und Kolonialadministrator, der ab Mitte der 1880er Jahre im Auftrag des belgischen Königs Leopold II. im Kongo-Freistaat tätig war.

## Biographie

### Frühe Jahre
Paul-Amédée Le Marinel war der Sohn von Amédée Le Marinel, einem französischen Soldaten aus der Normandie, der sich 1830 den belgischen Revolutionären angeschlossen und anschließend achtzehn Jahre in der belgischen Armee gedient hatte. Seine Mutter war Honorine Guyot. 1858 wanderten seine Eltern in die USA aus und gründeten eine Farm in Long Grove, Iowa, wo ihre beiden Söhne Paul und George geboren wurden. 1868 kehrte die Familie nach Belgien zurück und 1876 schrieb sich Paul Le Marinel an der Königlichen Militärakademie in Brüssel ein, die er 1878 im Rang eines Sergeanten abschloss. Er diente ein Jahr lang im 13. Linienregiment und anschließend einige Jahre im Karabiniersregiment. Sein Bruder Georges Le Marinel trat ebenfalls der Armee bei und diente im Kongo.

### Erster Einsatz im Kongo
Im Jahr 1885 wurde Paul Le Marinel zum Militärkartografischen Institut abgeordnet und in den Kongo geschickt, wo er der topografischen Brigade unter der Leitung von Hauptmann Jungers zugeteilt wurde. Bald nach seiner Ankunft wurde er nach Luluaburg versetzt, dem Verwaltungssitz des Kasai-Distrikts, der ein Jahr zuvor von dem deutschen Entdecker Hermann von Wissmann gegründet worden war. Wissmann unternahm eine Expedition zu den Lubi und überließ Le Marinel das Kommando über diese Station, aufgrund feindseliger Eingeborener und einer Pockenepidemie musste er diese jedoch bald aufgeben. Im Juli 1886 brach Wissmann zu einer weiteren Expedition auf und nahm Le Marinel mit. Als sie Nyangwe, ein indigenes Zentrum für Sklaven- und Elfenbeinhandel, erreichten, hörten sie die Nachricht, dass die arabische Sklavenjäger die Station bei den Stanley Falls eingenommen hatten. Wissmann beschloss, mit einer Einheit aus sechzig der besten Soldaten weiterzuziehen und Le Marinel mit dem stark geschwächten Rest der Expedition nach Luluaberg zurückkehren zu lassen.
Dort erhielt Le Marinel eine Nachricht aus Luebo, in der ihm von einem Aufstand der Eingeborenen rund um die dortige Station berichtet wurde. Le Marinel beschloss, gegen den Aufstand vorzugehen, seine einheimischen Truppen desertierten allerdings, als sie den Feind sahen. Der Einsatz endete katastrophal und Le Marinel entkam nur knapp dem Tod. Während seines Rückzugs traf Le Marinel auf den Häuptling Zappo Zap mit seiner Gruppe aus dem Volksstamm der Bassonge, nach ihrem Anführer Zappo Zaps genannt, in der Nähe von Lusambo. Die Krieger von Zappo Zap wurden bald zu wichtigen Verbündeten der Belgier.
Im Jahr 1888 sollte Le Marinel nach seiner dreijährigen Amtszeit für einen Urlaub nach Europa zurückkehren. Während er im April 1888 in Boma auf die Einschiffung wartete, traf er Alexandre Delcommune, der einen Auftrag von Albert Thys, dem Abgesandten von König Leopold II. von Belgien und Gründer der Congo Compagnie de Commerce et d'Industrie (CCCI), hatte. Delcommune erkundete die Flüsse des Kongobeckens, um das wirtschaftliche Potenzial einer Eisenbahn entlang des unteren Kongo-Flusses zu ermitteln. Er überredete Le Marinel, seine Rückkehr nach Europa zu verschieben, um bei der Erforschung der Kasaï, Sankuru und Lubefu zu helfen.

### Zweite Dienstzeit im Kongo
Ende Juli 1889 kehrte Le Marinel nach Boma zurück, um seine zweite Dienstzeit anzutreten. Er war zum Leutnant befördert und zum Kommissar des Distrikts Kasai-Lualaba ernannt worden. Ihm wurden zwei Hauptaufgaben zugewiesen. Eine davon war die Einrichtung eines Militärstützpunkts in der Nähe von Luluaburg. Hintergrund war, dass inzwischen arabische und Swahili-Sklavenjäger von der Ostküste Afrikas bis über die Afrikanischen Großen Seen vorgedrungen und auf der weiteren Suche nach Sklaven und Elfenbein in das Kongobecken eingedrungen waren. Der Militärstützpunkt sollte diese Bedrohung abwehren, und es blieb Le Marinel überlassen, einen geeigneten Ort auszuwählen. Er entschied sich für Lusambo am Ende des schiffbaren Abschnitts des Sankuru-Flusses und befand sich im Mai 1890 dort. Dem Wunsch des Generalgouverneurs Camille Janssen, den Ort Bena Kamba, am Lomami als alternativen Standort für den Stützpunkt zu prüfen, entsprach Le Marinel zwar, wählte dann aber trotzdem den Standort am Lusambo. Die Station entwickelte sich bald zu einem der wichtigsten Militärstützpunkte Belgisch-Kongos. Le Marinel brachte in der Folge auch die Zappo Zaps dorthin, von wo aus sie zur Durchsetzung der staatlichen Steuer- und Zwangsarbeitspolitik in der Kasai-Region eingesetzt wurden und sich den Ruf großer Brutalität erwarben.
Le Marinels zweite Aufgabe, die ihm direkt von Leopold II. übertragen wurde, war die Besetzung von Katanga. Le Marinel verließ dazu Lusambo am 23. Dezember 1890 mit der Anweisung, Bunkeya, die 1.300 Kilometer entfernte Hauptstadt von Katanga, unter belgische Kontrolle zu bringen. Die Expedition umfasste 180 afrikanische Soldaten, darunter viele Hausa, und 150 Träger. Sie marschierten entlang des Lubi durch eine dicht besiedelte Region, die zuvor noch nicht von Europäern besucht worden war, und überquerten den Sankuru. Im Januar 1891 erreichte die Gruppe Luaba, wo sie um Erlaubnis bat, den von Kabw Muzemb, einem schwer bewaffneten Sklavenhändler, kontrollierten Staat Kanyok zu durchqueren. Sie durften weiterreisen und erreichten die Hauptstadt Kanyok am 26. Januar 1891. Nach einer Woche bereitete sich die Expedition auf die Weiterreise vor. Aufgrund eines Missverständnisses brach ein Kampf aus, und die Gebäude um den Königspalast wurden niedergebrannt. Die Expedition zog weiter zum Luilu-Fluss, wo sie Kanus für die Überfahrt bauten. Im März überquerte die Expedition den Lualaba, wo sie einen Vertreter von Msiri, dem Herrscher von Katanga, traf. Weiter südlich erreichten sie am 18. April 1891 Bunkeya und wurden von Msiri höflich empfangen. Le Marinel verbrachte sieben Wochen in Bunkeya, konnte Msiri jedoch nicht davon überzeugen, die belgische Herrschaft formell anzuerkennen. Er ließ eine kleine Garnison in einer Station in der Nähe zurück, um die Entwicklungen zu beobachten, und kehrte nach Lusambo zurück, wo er am 18. August 1891 eintraf.
Eine Expedition unter Delcommune erreichte Bunkeya später im selben Jahr, war jedoch genauso erfolglos. Im April 1892 übergab Le Marinel das Kommando über den befestigten Posten Lusambo und die Region Kasai/Lualaba an Francis Dhanis und kehrte nach Belgien zurück.

### Spätere Karriere
Le Marinel kehrte 1893 als Staatsinspektor (französisch Inspecteur d’État) in den Kongo zurück. Im selben Jahr musste er eine Expedition zur Rettung von Francis Dhanis entsenden, der in Nyangwe gegen die Araber kämpfte. 1894 wurde er beauftragt, eine Inspektionsreise zum Uelle-Fluss nahe der mit den Franzosen umstrittenen Nordgrenze des Freistaats zu unternehmen und umfassende Verwaltungsreformen durchzuführen. Er musste sich mit ständigen Streitigkeiten zwischen seinen Beamten und anderen im Freistaat auseinandersetzen und begann zu dieser Zeit, stark zu trinken.
Le Marinel kehrte 1896 nach Europa zurück. Er diente einige Zeit in der belgischen Armee und wurde 1897 zum Hauptmann befördert. 1899 verließ er die Armee. Er erhielt zahlreiche Angebote von Handelsunternehmen, sie bei ihren Unternehmungen in Zentralafrika zu unterstützen, kehrte aber erst 1906 als Direktor der Compagnie du Lomami dorthin zurück. Die Stelle empfand er als enttäuschend. Die Pionierzeit war vorbei, und die meiste Arbeit bestand aus Routineverwaltung. Das System war ineffizient, und es gab viel Missbrauch und Korruption. Dennoch nahm Le Marinel 1908 eine weitere Stelle als Direktor der Société Anonyme Belge pour le Commerce du Haut-Congo an.
Im Januar 1910 verließ er den Kongo endgültig, wobei sich sein Gesundheitszustand rapide verschlechterte. Er starb 1912 im Alter von kaum über 54 Jahren.

## Auszeichnungen
Das Wasserkraftwerk Le Marinel in der Nähe von Kolwezi in Katanga wurde 1956 eröffnet und ihm zu Ehren benannt. Der Damm ist 68 Meter hoch und 180 Meter lang und produziert durchschnittlich 1.430 Millionen kWh pro Jahr.
Weiterhin wurde 1925 ein Denkmal für Le Marinel und seinen Bruder an der Antwerpener Kolonial-Universität errichtet.

### Orden
- Ritter des Leopoldsordens;
- Ritter des Löwenordens;
- Offizier des Afrikanischen Sternenordens;
- Étoile de Service;
- Médailles de.la Campagne Arabe et des Explorations du Katanga.